# أليسيو كاسترو-مونتيس
أليسيو كاسترو-مونتيس هو لاعب كرة قدم بلجيكي في مركز الوسط، ولد في 17 مايو 1999 في بلجيكا. لعب مع نادي سينت ترويدن.

## وصلات خارجية
- أليسيو كاسترو-مونتيس على موقع الاتحاد الأوربي (الإنجليزية)
- أليسيو كاسترو-مونتيس على موقع قاعدة بيانات كرة القدم.إي يو (الإنجليزية)
- أليسيو كاسترو-مونتيس على موقع Soccerway.com (الإنجليزية)
- أليسيو كاسترو-مونتيس على موقع عالم كرة القدم.نت (الإنجليزية)